# 370 Dywizja Strzelecka (ZSRR)
370 Dywizja Strzelecka (ros. 370-я стрелковая дивизия) – związek taktyczny (dywizja) Armii Czerwonej.
Sformowana w 1941, w związku z niemiecką agresją na ZSRR. Walczyła pod Diemianskiem, szła przez Białoruś i Polskę. Wojnę zakończyła w Magdeburgu, spotykając się z oddziałami brytyjsko-amerykańskimi.